# Kurzer Lehrgang der Geschichte der KPdSU (B)
Das Buch Geschichte der KPdSU (B) – Kurzer Lehrgang, häufig verkürzt als Kurzer Lehrgang bezeichnet, ist ein propagandistisches Lehrbuch über die Entstehung und Geschichte der KPdSU. Das (B) im Buchtitel steht für Bolschewiki. Es erschien erstmals 1938 in russischer Sprache.

## Aufbau und Inhalt
Das Buch beinhaltet chronologisch aufgebaut 12 Kapitel, unterteilt in mehrere Unterkapitel. Am Ende jedes Kapitels findet sich eine Kurze Zusammenfassung.
Das Buch beginnt mit einem kurzen Hinweis auf die ersten marxistischen Zirkel und Volkstümler in den 1880er Jahren, die als „Gegner des Marxismus“ dargestellt werden. Der Erste Weltkrieg wird in der Ausgabe von 1944 als „erster imperialistischer Krieg“ bezeichnet. Nach der sozialistischen Oktoberrevolution 1917 wird der „Sieg der sozialistischen Revolution“ verkündet. Das letzte Kapitel erwähnt die Annahme der sowjetischen Verfassung von 1936 sowie die Säuberungen im Großen Terror, die unter der Überschrift Die Liquidierung der Überreste der bucharinsch-trotzkistischen Spione, Schädlinge und Landesverräter erscheinen.
Das Buch nimmt dabei – oftmals in Form von Zitaten – Bezug zu den damaligen „sozialistischen Klassikern“: Karl Marx, Friedrich Engels, Wladimir Lenin und Josef Stalin. Es trug auch zum Personenkult um Stalin bei. Seine Rolle in der Oktoberrevolution und den folgenden Jahren des Aufbaus des Sowjetstaates wird überbetont. Die Bedeutung der Gegner Stalins wird demgegenüber systematisch geleugnet, diese Personen selbst werden diskreditiert.
In dem Buch ist erstmals Stalins Schrift Über Dialektischen und Historischen Materialismus abgedruckt.

## Geschichte
Der Kurze Lehrgang der Geschichte der KPdSU (B) wurde unter Redaktion einer Kommission des Zentralkomitees der KPdSU erarbeitet und am 1. Oktober 1938 erstmals in russischer Sprache veröffentlicht. 1939 erschien im Verlag für fremdsprachige Literatur, Moskau, die erste deutschsprachige Ausgabe.
Der Kurze Lehrgang diente in der Sowjetunion und nach dem Zweiten Weltkrieg auch in den Staaten des sozialistischen Lagers sowie in der KPD Westdeutschlands zur politischen Bildung und wurde bis in die 1950er Jahre für Schulungszwecke verwendet. Bis zum Frühjahr 1956 erschienen allein in der DDR über eine Million Exemplare, nach dem XX. Parteitag der KPdSU verschwand das Buch allerdings in der Versenkung. Noch 1980 bezeichnete der DDR-Verteidigungsminister Heinz Hoffmann das Buch als „einen unentbehrlichen Begleiter auf dem beschwerlichen Weg zu den Höhen der Wissenschaft“.
Innerhalb von 20 Jahren nach der Erscheinung wurden 42 Millionen Exemplare in 67 Sprachen gedruckt und verteilt, was den „Kurzen Lehrgang“ zum meistgelesenen Buch nach der Bibel machte. Inzwischen wurde es von der 1965 erschienenen Mao-Bibel mit etwa 1 Mrd. Exemplaren deutlich überholt.
Eine kurze Renaissance erlebte das Werk in den K-Gruppen nach 1968.

## Kritiken
- „Als wichtigstes Material für das Studium des Marxismus-Leninismus muss die Geschichte der Kommunistischen Partei der Sowjetunion (Bolschewiki), Kurzer Lehrgang dienen. Das ist die beste Synthese und Verallgemeinerung der Erfahrungen der internationalen kommunistischen Bewegung in den letzten hundert Jahren, ein Musterbeispiel an Verbindung von Theorie und Praxis, das in dieser Vollkommenheit bisher einzig in der Welt dasteht. Wenn wir sehen, wie Lenin und Stalin die allgemeingültige Wahrheit des Marxismus mit der konkreten Praxis der sowjetischen Revolution integriert und auf dieser Grundlage den Marxismus weiterentwickelt haben, dann wissen wir wohl, wie wir bei uns in China zu arbeiten haben.“ (Mao Zedong, 1941[6])
- „Der ‚Kurze Lehrgang‘ war … die brutalste, willkürlichste Auslegung und Verfälschung der Geschichte, die jede schöpferische Entwicklung von Geschichts- und Gesellschaftswissenschaften in der kommunistischen Weltbewegung blockierte und durch Dogmen, durch die verbindliche Festschreibung des durch Stalins Augen gesehenen und mit seinen Methoden praktizierten Partei- und Sozialismusmodells ersetzte.“ (Günter Judick, 2003[7])

### Positive Rezensionen
- Geschichte der KPdSU (B) neu aufgelegt. In: „Roter Morgen“, Zentralorgan der KPD/Marxisten-Leninisten, 24. Juli 1976.
- Hans Heinz Holz: Weltentwurf und Reflexion: Versuch einer Grundlegung der Dialektik, Metzler, 2005, ISBN 978-3-476-02071-0.

### Negative Rezensionen
- Jakob Moneta/Ernest Mandel, Aufstieg und Niedergang des Stalinismus. Zur Geschichte der KPdSU. ISP-Verlag, Frankfurt am Main, [1977], ISBN 3-88332-027-7.
- Günter Judick: Der verkürzte Lehrgang. Vor 65 Jahren: „Kurzer Lehrgang der Geschichte der KPdSU (B)“. In: „unsere zeit“, Zeitung der DKP, 14. November 2003.